# Cohors I Cantabrorum
Die Cohors I Cantabrorum (deutsch 1. Kohorte der Cantabrer) war eine römische Auxiliareinheit. Sie ist durch Militärdiplome, Inschriften und Ziegelstempel belegt.

## Namensbestandteile
- Cantabrorum: der Cantabrer. Die Soldaten der Kohorte wurden bei Aufstellung der Einheit aus dem Volk der Cantabrer auf dem Gebiet des conventus Cluniensis (mit der Hauptstadt Clunia) rekrutiert.[1]

Da es keine Hinweise auf die Namenszusätze milliaria (1000 Mann) und equitata (teilberitten) gibt, ist davon auszugehen, dass es sich um eine Cohors quingenaria peditata, eine reine Infanterie-Kohorte, handelt. Die Sollstärke der Einheit lag bei 480 Mann, bestehend aus 6 Centurien mit jeweils 80 Mann.

## Geschichte
Die Kohorte war in der Provinz Moesia stationiert. Sie ist auf Militärdiplomen für das Jahr 78 n. Chr. aufgeführt.
Die Einheit ist in Moesia nur durch die Diplome sicher nachgewiesen. In den Diplomen wird die Kohorte als Teil der Truppen aufgeführt (siehe Römische Streitkräfte in Moesia), die in der Provinz stationiert waren. Da es keine weiteren Belege für ihre spätere Existenz gibt, ging die Einheit wahrscheinlich in den Dakerkriegen unter.

## Standorte
Standorte der Kohorte waren möglicherweise:
- Acumincum: Ziegel mit dem Stempel COH I CANT wurden hier gefunden.[1]

## Angehörige der Kohorte
Folgende Angehörige der Kohorte sind bekannt:

### Kommandeure
- Gaius Cammicus Sabinus:[4] er wird in einem Diplom von 78 (ZPE-173-237) als Kommandeur genannt.
- M(arcus) Clodius Ma[], ein Präfekt (CIL 5, 4326, InscrIt-10-05, 00737)

### Sonstige
- Crispus (ILJug-02, 00463)
- Octavius,[4] ein Fußsoldat: ein Diplom von 78 (ZPE-173-237) wurde für ihn ausgestellt.